# George Henschel

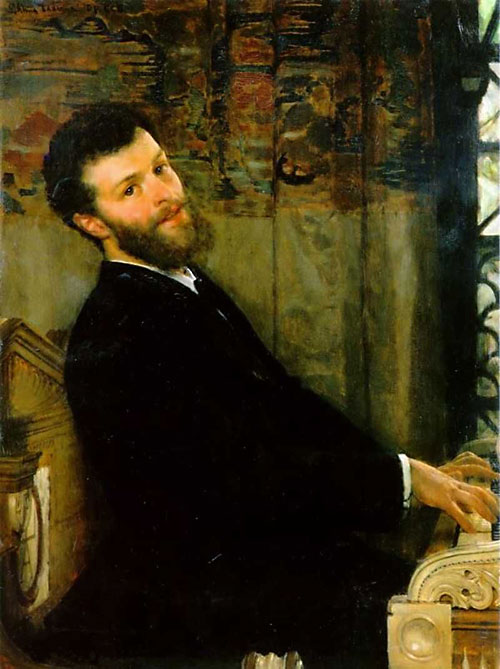
Porträt George Henschels von Sir Lawrence Alma-Tadema, 1879

Sir George Henschel, geb. Georg Isidor Henschel (* 18. Februar 1850 in Breslau; † 10. September 1934 in Aviemore, Schottland) war ein deutsch-britischer Sänger (Bariton), Gesangslehrer, Komponist und Dirigent.

## Leben
George Henschel studierte an den Konservatorien von Leipzig und Berlin und wurde bald als Dirigent und Konzertsänger bekannt.
Seit 1874 war er mit Johannes Brahms befreundet und tauschte mit ihm Briefe aus (Personal recollections of Johannes Brahms, 1907). Von 1877 bis 1879 hielt er sich als Dirigent und Sänger in England auf, wo er 1877 Lillian June Bailey als  Schülerin hatte und die 1881 seine erste Frau wurde. Die beiden feierten später große Erfolge als gemeinsam konzertierendes Sängerpaar.
1881 bis 1884 dirigierte Henschel das von Henry Lee Higginson (1834–1919) neugegründete Boston Symphony Orchestra, ließ sich danach aber wieder 1885 in London nieder. Er leitete dort bis 1886 die Londoner Symphony Concerts und war als begehrter Konzert- und Liedersänger auf Tournee. 1886 wurde er Gesangslehrer am Royal College of Music in London und dirigierte 1893–95 das Scottish Symphony Orchestra in Glasgow. Henschel komponierte etliche Opern, mehrere hundert Lieder sowie eine achtstimmige Messe und förderte die Popularisierung der Wiener Klassik in England.
Sechs Jahre nach dem Tod seiner ersten Frau heiratete er 1907 wieder eine Schülerin und war bis 1914 als Konzertsänger tätig. Im selben Jahr wurde Henschel, der seit 1890 britischer Staatsbürger war, zum Knight Bachelor („Sir“) geadelt. Danach verfasste er noch zwei stark autobiographisch gefärbte Bücher, in denen er auch seine musikpädagogischen Erfahrungen weitergab. Lebte zuletzt auf seinem Landsitz in Aviemore.
Zeitlebens war er ein enger Freund von Max Brode, den er in Leipzig kennengelernt hatte.